# 带阻滤波器

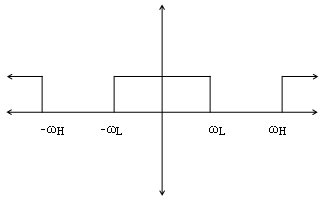

信号处理中的带阻滤波器（英語：或）是指能通过大多数频率分量、但将某些范围的频率分量衰减到极低水平的滤波器，与带通滤波器的概念相对。其中点阻滤波器（notch filter）是一种特殊的带阻滤波器，它的阻带范围极小，有着很高的Q因子。

## LC谐振电路作为带阻滤波器的品质因子Q，谐振频率以及拦截频带的计算

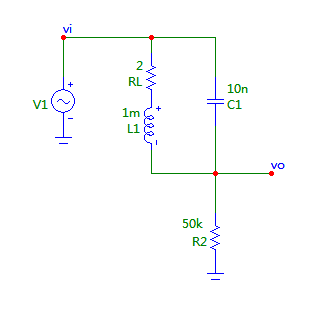

以LC并联作例子，假设电感{\displaystyle L=1\mathrm {mH} }。由于电感通常是由铜线绕制而成，必然会携带一个与电感串联的电阻，假设为{\displaystyle R_{L}=2\Omega }。此外令并联的电容{\displaystyle C=10\mathrm {nf} }
LC并联的谐振频率为:
{\displaystyle f_{0}={\frac {1}{(2*\pi *{\sqrt {(L*C)}}}}=50.32\mathrm {kHz} }
共振时L与C的阻抗大小相等相位相反，为{\displaystyle X_{L}=2\pi f_{0}L=316\Omega }。此时共振的品质因子{\displaystyle Q}即为传输阻抗{\displaystyle X_{L}}与损耗（全由电阻{\displaystyle R_{L}}贡献）阻抗的比值给出
{\displaystyle Q={\frac {X_{L}}{R_{L}}}=158.113}。自然给出带宽{\displaystyle B={\frac {f_{0}}{Q}}\sim 318\mathrm {Hz} }
也就是拦截的带范围为
{\displaystyle [f_{o-3\mathrm {dB} },f_{o+3\mathrm {dB} }]=[f_{0}-{\frac {B}{2}},f_{0}+{\frac {B}{2}}]=[50.16,50.48]\mathrm {kHz} }
而一些比较好的点阻滤波器的品质因子可以达到{\displaystyle 10^{4}}以上，从而对于绝大多数频率不造成可观测的影响。

## 点阻滤波器用于反馈系统

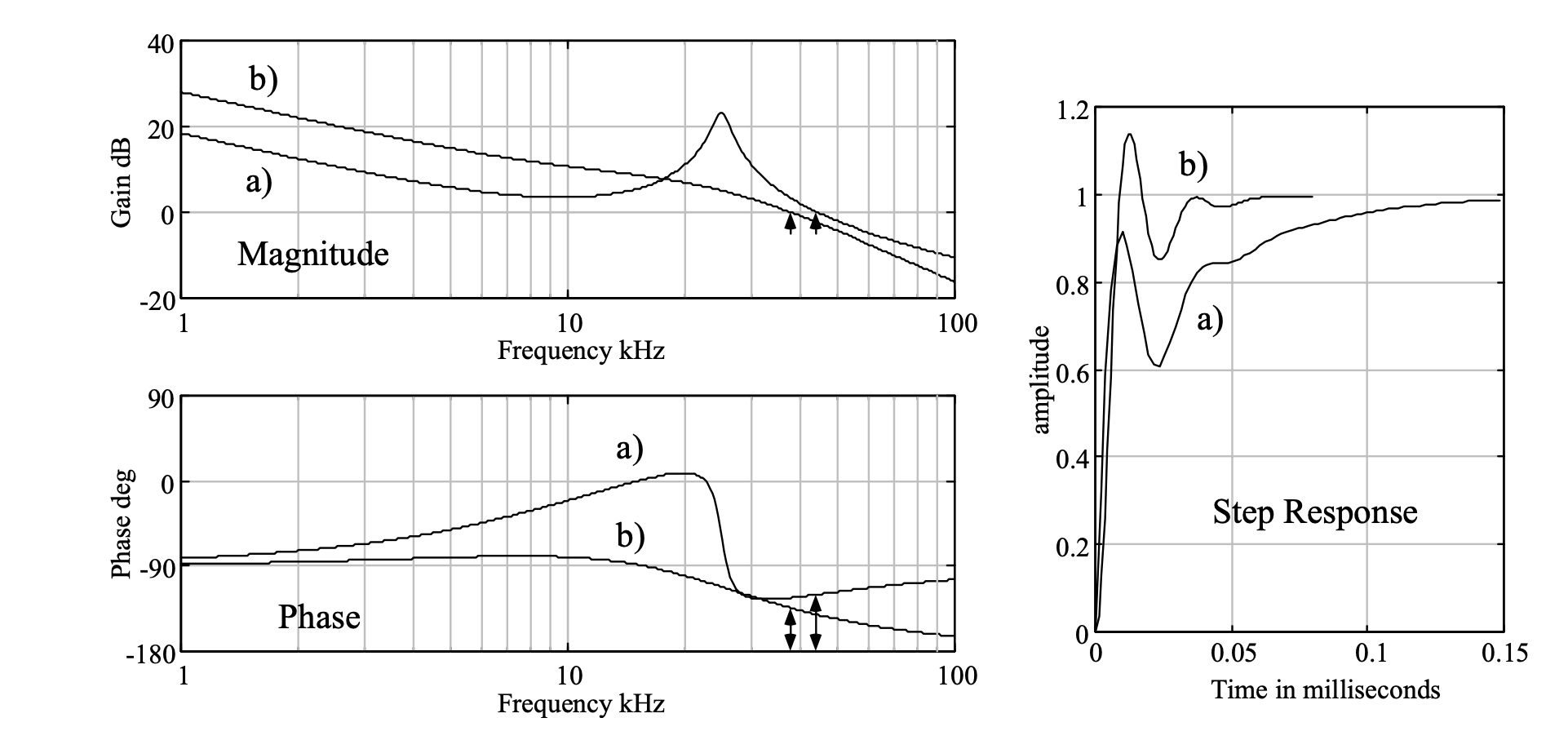

在一些控制系统（比如激光的伺服系统），一些系统本身低频的共振（通常是机械共振）会严重影响反馈的带宽。通常来说可以往PI中增加D（微分）来把相位往前拉从而增加带宽，但是通过点阻滤波器将共振点附近的信号滤掉不仅可以显著增加反馈的带宽，还能够拉高低频的增益。